# Бірте Хрістофферсен
Бірте Хрістофферсен (дан. Birte Christoffersen, 28 березня 1924) — данська і шведська стрибунка у воду.
Бронзова медалістка Олімпійських Ігор 1948 року,  учасниця 1956, 1960 років. Медалістка чемпіонатів Європи 1950, 1954, 1958 років.